# Montezemolo
Montezemolo (piemontesisch Monzemo) ist eine Gemeinde in der italienischen Provinz Cuneo (CN), Region Piemont.

## Lage und Einwohner
Montezemolo liegt am Nordrand der Ligurischen Alpen, 65 km östlich von der Provinzhauptstadt Cuneo und etwa 100 km südlich von Turin in der Weinregion Langhe. In der Umgebung entspringt der Belbo. Einige Kilometer südlich führt die A6 zur italienischen Riviera. Das Gemeindegebiet umfasst eine Fläche von 6,75 km² und hat 222 Einwohner (Stand 31. Dezember 2023). Zur Gemeinde zählen auch die drei Fraktionen (Frazioni) Maglino, Pione und Villa.
Die Nachbargemeinden sind Camerana, Castelnuovo di Ceva, Cengio (SV), Priero, Roccavignale (SV), Sale delle Langhe und Saliceto.

## Geschichte

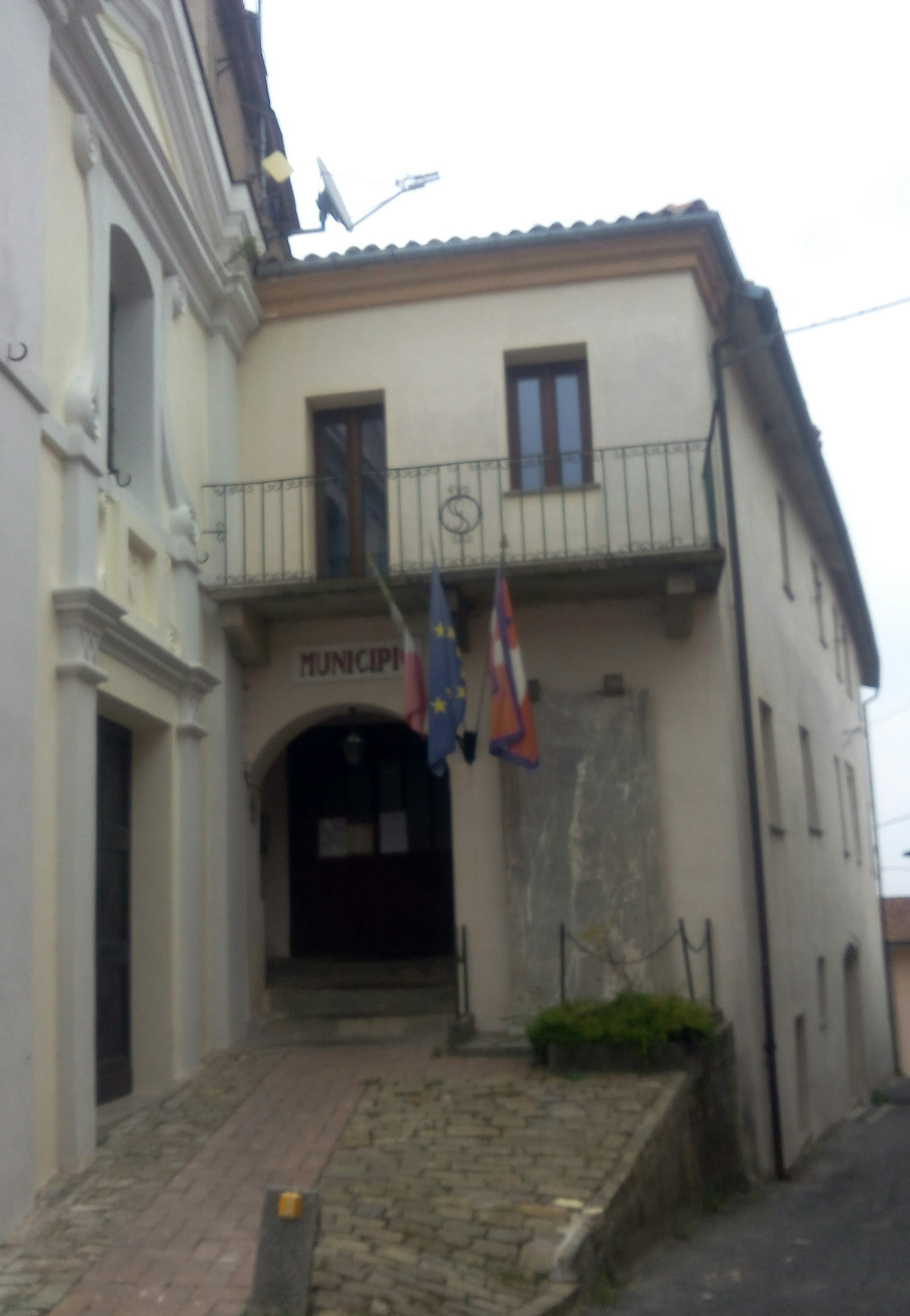
Gemeindeverwaltung

Die Etymologie des Ortsnamens lässt sich auf „mons zemulus“ zurückführen, von GEMINUS, also „zweispitzig“, seit 1141 als „Montezemulus“ dokumentiert. Es ist schwer zu verstehen, ob es das Dorf ist, das dem Zemolo seinen Namen gibt Bach, der ihn durchfließt oder umgekehrt, es könnte sich also auch um einen Namen handeln, der von der Aufteilung des Wasserlaufs in zwei Arme herrührt. Es gehörte zur Markgrafschaft Ceva und folgte dem Schicksal von Priero und Castelnuovo, mit denen es verbunden war. Nach Asti abgetreten, ging es 1295 als Lehen an die Montainards über, dann an die Familien Della Rovere, Balbis, Del Carretto, Piossasco und Busca. Im 18. Jahrhundert ging es an die Familie Cordero über. Zu den Denkmälern gehören das alte Schloss, Eigentum der Familie Cordero, und die 1713 erbaute Pfarrkirche San Benedetto. Auf dem Gebiet der Gemeinde befinden sich auch drei alte Kapellen, die Santa Maria Maddalena gewidmet sind, im Tetti-Gebiet San Giacomo, in der Gegend von Villa und schließlich nach San Giovanni Battista, in der Gegend von Maglino.